# Parva necat morsu spatiosum vipera taurum
Parva necat morsu spatiosum vipera taurum лат. (изговор: парва некат морсу спациозум випера таурум). Мала змија убија уједом големог бика. (Овидије)

## Поријекло изреке
Ову изреку је изрекао у смјени ера један од највећих   римских  пјесника Публије Овидије

## Тумачење
Однос снага никако није однос квантитета, већ квалитета.  Мала змија, макако била мала, свој квантитет допуњава отровом наспрам великог и моћног бика.Снага је квалитет.